# Ней-Дзя
Ней-Дзя или вътрешни стилове, или вътрешна школа на китайските бойни изкуства (на китайски: 內家 – вътрешна сила) е термин от китайските бойни изкуства, който групира тези стилове, които практикуват Нейгун (Вътрешна работа), те са превеждани обикновено също така като вътрешни бойни изкуства, тоест те се занимават с духовните, умствени и свързани с чи аспекти, за разлика от „външните“ (на китайски: 外, пинин: wài), които имат подход, фокусиран върху физиологичните аспекти. Разграничението датира от 17 век, но модерното му приложение се дължи на публикации от Сун Лутан (孫祿堂), датиращи от 1915 до 1928.
Ней-Дзя се развива, използвайки „Нейгун“ (內功) или „вътрешни практики“, за разлика от „вайгун“ (на китайски: 外功), „външни практики“.

## Два типа сили: Ли и Нейджин
В бойната техника основна разлика между между елементарно и напреднало ниво на кунгфу не е във формата сама по себе си, но се състои във вида на силата, която се използва и е прилагана. Различават се два различни вида сила по своята същност в традиционното китайско кунгфу. Външната механична сила, наречена Ли (на традиционен китайски: 力), която често може да се види на елементарно ниво на кунгфу. Това е, което обикновения човек наблюдава като сила. В контраст, вътрешната сила е наречена Ней-Дзя (на традиционен китайски: 內勁) или Нейгун (на традиционен китайски: 內功), тази вътрешна сила е силата в кунгфу за напреднали. Така, умението в бойните изкуства не се определя от степента на комплексност на формите и стиловете, но от същността на прилаганата сила.